# Manuel Lugrís Freire
Manuel Lugrís Freire (Sada, 11 de febrer de 1863 - La Corunya, 15 de febrer de 1940) va ser un escriptor i activista galleguista, director o cofundador, entre moltes altres, de l'Escola Regional de Declamació, de la Reial Acadèmia Gallega i de les Irmandades da Fala. El seu pare tenia un magatzem de sal al port, però ho va perdre per problemes administratius, pel que de seguida van arribar les dificultats econòmiques. Així, a l'acabar els estudis primaris, es va veure obligat a estudiar per a escrivà en l'ajuntament d'Oleiros, fins on anava caminant des de la seva casa a Soñeiro, una parròquia de Sada. En aquesta època escriu «Nociones generales de mitología».
Va emigrar a Cuba als vint anys, cridat pel seu germà major Plácido. Allí va treballar com comptable en la signatura Otamendi Amiel, va formar part del Centre Gallec des de 1884 i fou el director (i fundador) del primer periòdic americà redactat íntegrament en gallec A gaita galega (1885-1889), després de col·laborar amb El Eco de Galicia de Waldo Álvarez Ínsua, en el que la seva primera col·laboració havia estat un poema titulat «Nostalgia». La declaració de principis apareix en el seu article «O noso pensamento». Va col·laborar en A gaita gallega durant les primeres sis lliuraments però, barallat amb Ramón Armada, la va deixar. Va ser també vocal de la junta directiva del Centre Gallec de l'Havana. A Cuba va publicar «Soidades» (poesies prologades per Manuel Curros Enríquez), el primer capítol de la novel·la curta «O penedo do crime» i «A costureira da vila», obra de teatre costumista que també es va representar. Va escriure també l'obra «De Galicia a Lavapiés», en resposta a una obra que pretenia ridiculizar els gallecs.
Va tornar a Galícia en 1896 acompanyat de la cubana d'ascendència espanyola Concepción Orta Iglesias, es va instal·lar a La Corunya i va continuar la seva labor literària, mentre que seguia treballant com a comptable. Va ingressar en la Societat Anònima Aigües de La Corunya, de la qual va anar soci accionista i primer empleat. Es va relacionar amb els regionalistes corunyesos, prenent part en totes les activitats galleguistes del moment, com la Cova Céltica, juntament amb Murguía, Pondal i altres. En 1897 va entrar en la directiva de la Liga Galega da Cruña, presidida per Salvador Golpe, com a secretari. En 1898 va néixer la seva filla Socorro i va morir la seva dona, cosa que li va causar una forta depressió. El 1901 va publicar «Noitebras», llibre de poemes en la qual barreja pessimisme personal i composicions d'intenció social i mítica. A l'any següent es va casar amb Purificació González Varela, germana del pintor i escriptor regionalista Urbano González, amb la qual tindria cinc fills. Va licitar per la creació de l'Escola Regional de Declamació (1903), que va fundar amb Galo Salinas, de la qual fou el president.
Va tenir com especial preocupació la de subministrar textos a la nova entitat, amb un gran afany a retirar a la literatura gallega del costumisme predominant. Tots els seus textos tenen una forta càrrega reivindicativa. L'Escola es va presentar amb una peça de Galo Salinas i, durant l'any que va estar en funcionament, la totalitat dels muntatges van anar sobre obres del mateix Lugrís Freire: «A Ponte» (1903), «Minia» (1904) i «Mareiras» (1904). Lugrís Freire fou el primer autor teatral gallec a utilitzar la prosa. És també el màxim representant del teatre social o de tesi.
El 1904 va participar en la fundació de l'Associació de la Premsa de La Corunya i el 1906 de la Reial Acadèmia Gallega. Fou també el primer a utilitzar el gallec en un mítin: va ser el 6 d'octubre de 1907 a Betanzos, en un acte del sindicat Solidaritat Gallega, del que també havia estat fundador. Va participar en molts altres actes públics en la comarca de La Corunya. El 1908 va passar a ser membre del Consell Redactor d'A Nosa Terra, publicació en la qual apareixerien des del primer nombre (4 d'agost) una sèrie de contes populars sota el títol genèric de «A carón do lar» ("Al costat de la llar"). Abandonat el teatre, va reprendre la poesia i va escriure també nombrosos relats curts, que va reunir el 1909 en «Contos de Asieumedre». El 1916 va participar en la creació de la Irmandade da Fala de La Corunya.
El 1919, com suplement del periòdic El Noroeste, va publicar «Versos de loita», però el seu millor llibre poètic va ser «Ardencias» (1927), que està dedicat a la joventut gallega. El 1922 va publicar una «Gramàtica do idioma galego», seguidora de la Gramàtica de Sao e Arce, però la primera en gallec, i a l'any següent va ingressar com soci corresponent en el Seminario de Estudos Galegos amb un discurs sobre Pondal. El 5 de maig de 1924 va ser nomenat fill predilecte de Sada. El 1930 va participar en l'elaboració del programa del Partit Autonomista Republicà Agrari per a la campanya electoral i en la constitució de la Federació Republicana Gallega. En aquest any també se li va dedicar un carrer en la seva vila natal. Al maig de l'any següent, va participar en la redacció de l'avantprojecte d'Estatut d'Autonomia de Galícia promogut pel Seminari d'Estudos Galegos i al desembre en la redacció dels estatuts del Partit Galleguista. El 1932, juntament amb Alexandre Bóveda, va redactar l'avantprojecte definitiu de l'Estatut, per encàrrec de l'Assemblea de Municipis de Galícia. El 28 d'abril de 1934 va ser nomenat president de la Reial Acadèmia Gallega, però va renunciar el 20 d'agost de l'any següent per problemes de salut. Poc abans havia participat com orador en l'acte d'inauguració del monument a Curros Enríquez a La Corunya, junt del president de la República, Niceto Alcalá Zamora. També va ser nomenat soci de mèrit del Istituto Histórico do Minho, de Viana do Castelo (Portugal). La seva labor periodística va anar també extensa. Va signar amb els pseudònims d'Asieumedre, L.O. Gris, K. Ñoto i Roque de les Mariñas.
Lugrís Freire va morir a La Corunya a l'any d'iniciar-se la Guerra Civil, enmig de la persecució de l'activitat galleguista i el drama de veure dos fills en bàndols distints de la guerra, a causa de les circumstàncies: Secundino en el Cinquè Regiment en Madrid i Urbano Lugrís, que després destacaria com a pintor, reclutat pels revoltats. Està enterrat al cementiri de San Amaro de la Corunya. El Dia de les Lletres Gallegues de 2006 va estar dedicat a Manuel Lugrís Freire.

## Obra
- «Soidades: versos en gallego», 1894
- «Noitegras: poesías», 1901
- «A ponte: drama en dous actos en prosa», 1903
- «Mareiras: drama en tres actos en prosa», 1904
- «Minia: drama n-un acto en prosa», 1904
- «Esclavitú: drama en dous actos en prosa», 1906
- «Contos de Asieumedre», 1908 (8 cuentos), 1909 (28 contes)
- «O pazo: comedia en dous actos, en prosa», 1916
- «Estadeíña: comedia en duas xornadas en prosa», 1919
- «Versos de loita», 1919
- «Gramática do idioma galego», 1922 i 1931
- «Ardencias», 1927
- «As Mariñas de Sada: homenaxe a Sociedade Sada y sus Contornos», 1928
- «A carón do lar», 1970